# Фансеевка
Фансеевка (тоже Фанасеевка) — деревня в Суджанском районе Курской области. Входит в состав Махновского сельсовета.

## География
Деревня находится недалеко от Псла и её притока Конопелька, в 88 км к юго-западу от Курска, в 8 км к юго-востоку от районного центра — города Суджа, в 5,5 км от центра сельсовета — села Махновка.
Улицы
В деревне улица Лесная.
Климат
Фансеевка, как и весь район, расположена в поясе умеренно континентального климата с тёплым летом и относительно тёплой зимой (Dfb в классификации Кёппена).

## Население
| 2002 | 2010 |
| ---- | ---- |
| 14   | ↘5   |

## Инфраструктура
Личное подсобное хозяйство. В деревне 11 домов.

## Транспорт
Фансеевка находится в 9,5 км от автодороги регионального значения 38К-004 (Дьяконово — Суджа — граница с Украиной, в 1 км от автодороги 38К-028 (Обоянь — Суджа), в 3,5 км от автодороги межмуниципального значения 38Н-515 (38К-028 — Махновка — Плёхово — Уланок), в 1,5 км от автодороги 38Н-521 (38К-028 — Черкасская Конопелька), в 6,5 км от ближайшего ж/д остановочного пункта Конопельки (линия Льгов I — Подкосылев).
В 103 км от аэропорта имени В. Г. Шухова (недалеко от Белгорода).